# Georgius
Pour les articles homonymes, voir Guibourg.
Georgius, nom de scène de Georges Auguste Charles Guibourg, est un chanteur français, chansonnier, comédien et écrivain, né le 3 juin 1891 à Mantes-la-Ville (Seine-et-Oise), mort le 8 janvier 1970 dans le 14e arrondissement de Paris.
Artiste touche-à-tout, auteur de nombreuses chansons à succès, il est un véritable phénomène du music-hall pendant l'entre-deux-guerres. Interdit de scène pour collaboration sous l'Occupation, il devient après-guerre scénariste et écrivain sous le pseudonyme de Jo Barnais.

## Un artiste prolifique
Il est le fils de Georges Charles Joseph Guibourg, instituteur, rédacteur au Petit Mantais puis rédacteur en chef du journal hebdomadaire La France aérienne, fils et petit-fils de commerçants et d'artisans, et de Clémentine Augustine Bouteilly, née à Saint-Pierre-sur-Dives, dans le Calvados, fille de cultivateur.
Georges Guibourg commence sa carrière en 1908, en chantant des chansons dont il dit plus tard : « Ma vraie nature ne s'était pas encore révélée et je pleurnichais ce répertoire pompier que j'ai tant parodié par la suite. J'en sentais le ridicule, mais j'avais la conviction que le public aimait ça ». Au fur et à mesure des différents engagements avec des cabarets, il se met à écrire quelques chansons comiques.
C'est en 1912 qu'il entame véritablement sa carrière de chansonnier. Appelé au théâtre de la Gaîté-Montparnasse pour remplacer un chanteur comique, ses chansons plaisent tellement que le théâtre lui fait signer un contrat pour un an ; il y restera trois ans. Il écrit durant cette période beaucoup de chansons, à raison de cinq par semaine, et s'associe avec de nombreux compositeurs pour la musique. En 1916 il commence à écrire des pièces de théâtre, qu'il joue ensuite avec sa troupe, créée en 1919, Les Joyeux Compagnons.
En 1923, il est l'un des chansonniers les plus connus de France. Ses apparitions et ses revues ont un franc succès : il se produit même une émeute à l'Alcazar de Marseille, car les locations ne peuvent satisfaire la demande. Sa chanson la plus connue à l'époque est La Plus Bath des javas, une parodie des javas à la mode. Il continue à tourner, à monter des revues avec sa troupe, rebaptisée le Théâtre Chantant en 1926.
En 1927, il écrit et interprète La Noce à Rebecca (qui fut également chantée par André Perchicot en 1928 et par Fernandel), catalogue de clichés antisémites[à vérifier].
1930 est une année faste pour lui : il sort La Route de Pen-Zac, dont il vendra plus de 160 000 disques, un record pour l'époque ! Les spectacles s'enchaînent, et tout le monde se presse pour le voir. Les surréalistes et les intellectuels l'apprécient beaucoup, et Robert Desnos parle de lui dans ses chroniques musicales. C'est à cette époque qu'il gagne son surnom l'Amuseur public numéro 1.
En 1934, il devient brièvement directeur du théâtre de la Gaîté-Montparnasse où il joue ses créations tout en programmant des artistes d'avant-garde telles Dora Stroëva ou Marianne Oswald, puis ouvre La Villa chagrin à Montmartre. La même année, il reprend le rôle créé par Maurice Chevalier dans l'opérette Dédé au théâtre des Bouffes-Parisiens.
En 1936, nouveau succès, avec la chanson Au Lycée Papillon, qui bat aussi des records de vente (avec un couplet qui n'est plus chanté aujourd'hui, car aussi à clichés antisémites). Suivent encore Ça c'est de la bagnole et On ne peut pas plaire à tout le monde.
En 1938 il est auteur et interprète d'une chanson comique contre Hitler : Il travaille du pinceau (s'il se moque du peintre en bâtiment, Hitler était en fait artiste peintre dans sa jeunesse).

## L'Occupation et l'interdiction de scène à la Libération
Il continue ses revues pendant la guerre, ce qu'on lui reprochera à la Libération. En 1941, il interprète Sganarelle dans Le Médecin malgré lui à la Comédie-Française.
En 1941 et 1942, il est le directeur artistique de trois théâtres : le théâtre de l'Étoile, le théâtre Antoine et le théâtre de l'Ambigu.
Pour avoir créé sous l'Occupation une Association syndicale des auteurs et compositeurs professionnels pour laquelle il avait fait campagne dans Je suis partout avec la complicité d'Alain Laubreaux et avoir monté la pièce d'Alain Laubreaux sur Stavisky, Les Pirates de Paris, dans son théâtre de l'Ambigu, il est en 1945 interdit de scène pendant un an par le Comité National d'Épuration du Spectacle (arrêté du ministre de l'Éducation nationale du 11 janvier 1945).

## Reconversion en auteur de polars
Pendant son interdiction de scène, il entame une carrière d'auteur de romans policiers pour la Série noire sous le pseudonyme de Jo Barnais.
À la fin de son interdiction de scène en 1946, il crée au Casino Montparnasse une dernière revue sur le temps passé, dont Jane Aubert est aussi la vedette, et quitte définitivement la scène en 1951.
Il a écrit au cours de sa vie 1 500 chansons, 2 000 saynètes, de nombreux scénarios et une dizaine de romans policiers.

## Vie privée
En 1934, il vit avec Marcelle Irvin et ils ont ensemble une fille, Georgette ; ils se marient en 1939.
Georgius s'éteint le 8 janvier 1970 et est inhumé à Bazoches-sur-Guyonne.

## Filmographie
- 1932 - Pas de femmes de Mario Bonnard avec Fernandel, Raymond Aimos, Francine Chevreuse, Teddy Dargy[8]
- 1933 - La Maison hantée de Roger Capellani avec Max Berger, Amy Cariel, Monette Dinay, Paulette Dubost, Roger Goupil, Maximilienne, Suzy Pierson et Trévoux
- 1934 - Le Club des fauchés de André Pellenc (court-métrage d'après la pièce de Georgius)
- 1934 - Un train dans la nuit de René Hervil avec Dolly Davis, Charles Dechamps, Alice Tissot
- 1935 - Sans elle de M. Deleric (court-métrage)
- 1935 - Avec les pompiers de René Bussy (chanson filmée)
- 1935 - Le Train d'amour de Pierre Weill avec Nino Constantini, le Moralès de Judex 34 de Maurice Champreux (1934), Colette Darfeuil et Vanda Gréville
- 1936 - Le Lycée Papillon de Louis Cuny (chanson filmée)
- 1936 - Vous n'avez rien à déclarer ? de Léo Joannon avec Raimu (dans le rôle de Papillot), Pierre Brasseur (dans celui d'Edmond Trivelin), Pauline Carton (dans celui de Madame Trivelin) et Saturnin Fabre
- 1938 - Champions de France de Willy Rozier
- 1939 - Le Vrai Marsouin
- 1945 : Vingt-quatre Heures de perm' de Maurice Cloche
- 1949 - Tête blonde de Maurice Cam (scénario de Georgius, qui ne joue pas dans le film) avec Jules Berry, Pauline Carton, Jeanne Fusier-Gir, Marcel André, Mouloudji, Jean Tissier.
- 1951 - Sous le ciel de Paris de Julien Duvivier

## Romans
Georgius a écrit, sous le pseudonyme de Jo Barnais, plusieurs romans policiers édités dans la collection « Série noire » chez Gallimard.

### Mort aux ténors
- Pour l'adaptation en téléfilm, voir : Mort aux ténors (téléfilm)
- Publication : Gallimard (Série noire no 295), 1956  (ISSN 0768-1712).
- Personnages principaux : 
  - Joseph Beauharnais, dit Jo Barnais, dit Jo le Baryton : artiste de music-hall.
  - Inspecteur Lambert : enquêteur à la Brigade Criminelle de la P. J.
  - Inspecteur Chadal : bras droit de Lambert.
  - Henri Bourgade : chef des chœurs au Châtelet.
  - Camille Manola : ténor au Châtelet.
  - Antoine Manola : frère de Camille.
  - Margellin : secrétaire de Camille Manola.
  - Evelyne Verjois : maîtresse d'Antoine Manola.
  - Pedro Gominez : artiste de music-hall.
  - Rudolph Francis : ténor à la Gaîté-lyrique.
  - Jacques Dossegor : ténor au Théâtre Mogador.
  - Henri Martinière : ténor à la Porte-Saint-Martin.
  - Tonin Godard : secrétaire d'un syndicat d'artistes.
  - Manuel Canelli : photographe.
- Résumé : Le ténor Camille Manola est abattu sur scène, en pleine représentation de l'opérette dont il est la vedette. Témoin du meurtre, comme tous les spectateurs, Jo Barnais est entraîné dans l'enquête par l'inspecteur Lambert, qui veut profiter de sa connaissance de ce milieu artistique. Elle sera effectivement très utile, car d'autres ténors sont tour à tour exécutés de diverses manières.
- Liens externes :
  - « Mort aux ténors ! », sur Fiches auteurs, 4 décembre 2007 (consulté le 16 novembre 2024)
  - Roman policier : Les Grands Articles d'Universalis (Encyclopaedia Universalis), 2016, 60 p. (ISBN 9782341004527, lire en ligne)
- Remarque : Le récit est à la première personne et le narrateur, Jo Barnais, use d'une langue argotique qui fait parfois penser à Albert Simonin[10] avec toutefois un lexique spécifique au milieu du music-hall et du théâtre[11], que l'auteur connaît bien et évoque avec humour[12].

### Tornade chez les flambeurs
- Publication : Gallimard (Série noire no 330), 1956.
- Personnages principaux : 
  - Joseph Beauharnais, dit Jo Barnais, dit Jo le Baryton : artiste de music-hall.
  - Inspecteur Lambert : enquêteur à la Brigade Criminelle de la P. J.
  - Inspecteur Chadal : bras droit de Lambert.
  - Danielle Berquin : l'auto-stoppeuse.
  - Dr Granger : médecin à la clinique de Fontainebleau.
  - Carl Breyer : propriétaire-entraîneur hippique.
  - Dédé-la-Châtaigne : bookmaker.
  - Lulu-P'tit bras  : auxiliaire de Dédé.
  - La Béquille : auxiliaire de Dédé.
  - M. Jacques : bookmaker.
  - Mado : maîtresse de M. Jacques.
  - Paulo-le-Brésilien : bras droit de M. Jacques.
  - Alec Spirs : jockey.
  - James Bleustein : entraîneur hippique.
  - Billy : lad de Bleustein.
  - Bob et le Niçois : gangsters.
  - M. Schlutz : diamantaire.
- Résumé : En dépit de ses principes, Jo Barnais prend à bord de sa Simca « Grand sport » une jeune auto-stoppeuse, prénommée Danielle. Une voiture les rattrape, le passager tire sur les pneus de la Simca. Accident. Jo Barnais se réveille à la clinique de Fontainebleau, où la jeune Danielle est enlevée au milieu de la nuit. Avec l'aide des policiers Lambert et Chadal, Jo va mener une enquête dans le milieu des courses hippiques (éventuellement truquées) et des paris clandestins, où les coups bas se multiplient entre bookmakers rivaux.
- Remarques :
  - Comme dans Mort aux ténors, le récit est à la première personne et le narrateur, Jo Barnais, use d'une langue argotique, avec un lexique spécifique au milieu des courses hippiques, que l'auteur semble bien connaître. Toutefois, la deuxième partie du roman est un long retour en arrière (huit mois) sur des événements auxquels le narrateur n'a pu assister. Le récit passe alors à la troisième personne, avec un style moins caractéristique.
  - Sur le rabat de la jaquette, au lieu des interrogations sur l’identité de l'auteur que l'on trouvait sur celle de Mort aux ténors, figure la photographie de Georgius. Le « mystère » sur la véritable identité de Jo Barnais n'aura donc duré que quelques mois (de février à septembre 1956 (si l'on se fie aux dates de première impression des deux romans).

### Crochet pour ces dames
- Publication : Gallimard (Série noire no 442), 1958.
- Personnages principaux : 
  - Inspecteur Lamorrige, du premier district de la police de Versailles.
  - Commissaire Germinax, son supérieur.
  - Inspecteur-adjoint Chadal, du premier district de la police de Versailles.
  - Firmin Fréval : maire de Bourgueil-l’Étang.
  - Antoine Barjon : secrétaire de mairie de Bourgueil-l’Étang.
  - Gustave Sabord : cafetier à Bourgueil-l’Étang.
  - Eugène Marillier : conseiller municipal à Bourgueil-l’Étang.
  - M. Humbrecht : propriétaire d'hôtels à Paris.
  - Mme Humbrecht, son épouse.
  - Ravenel et Pichard : journalistes à L’Équipe.
  - Alfred, dit la Filoche : camelot.
  - Fanzetti : garagiste à Paris.
  - Le père Mahu : grossiste aux Halles.
  - Petit-Louis et Jeannot : hommes de main.
  - Ghislaine, Rosy, Minou : entraîneuses au Tipperary.
  - Béatrice : danseuse au Tipperary.
- Résumé : Venu pour enquêter sur la mort, peut-être accidentelle, du secrétaire de mairie Antoine Barjon, l'inspecteur Lamorrige arrive à Bourgueil-l’Étang au moment où l'on découvre le corps du maire et celui d'une inconnue, carbonisés dans un incendie criminel. Le maire et le secrétaire de mairie avaient à Paris une double vie, et l'enquête va même concerner la caravane du Tour de France ...
- Remarques :
  - Après le monde du music-hall et celui des courses hippiques, Georgius aborde ici le Tour de France ; non le peloton des coureurs, mais la caravane et les attractions qui s'installent de ville en ville à chaque étape. Le "crochet" dont il est question dans le titre n'est pas un accessoire de tricot, mais un concours de chanson amateur.
  - L'inspecteur Lamorrige est le narrateur. Plus posé que Jo Barnais, son langage est moins fleuri. Georgius ne le réutilisera pas dans ses romans suivants et reviendra au tandem Lambert-Chadal de ses deux premiers livres.
  - Dans Mort aux ténors et Tornade chez les flambeurs, les personnages consomment bon nombre de fines à l'eau. Dans Crochet pour ces dames, Georgius est plus précis puisque son héros commande systématiquement un Henco : marque disparue d'un cognac "pour boire à l'eau", selon une publicité de 1956 de la maison Hennessy.

### À toi de donner
- Publication : Gallimard (Série noire no 481), 1959.
- Personnages principaux : exceptionnellement, Georgius présente lui-même une "Liste des personnages" au début du roman (il omet de citer les deux policiers : Lambert, commissaire à la P.-J. qui n'était qu'inspecteur dans les premiers romans, et son adjoint Chadal).
  - Henri Vannier : ("Monsieur Henri"). Chef de la bande. Comme "couverture", dirige une boutique de bijoux imitation, boulevard des Capucines.
  - Bernard : Son lieutenant, gérant de la maison de bijoux.
  - Jeannot la Science : Autre lieutenant d'Henri. Ancien pion de lycée, il est l'intellectuel de la bande.
  - André Barguet, dit "Dédé le Chevillard" : Homme de main et tueur.
  - René : Homme de main. Dévoué aveuglément à "Monsieur Henri".
  - Les frères Louis, dit (sic) "Gros Loulou" et "Gamin" : garagistes, chauffeurs de la bande.
  - Schultz : Ancien associé d'Henri. Sort de prison.
  - Le père Râteau : Jardinier de la villa d'Henri Vannier, à Garches.
  - Maguy : Jeune femme entretenue par Henri Vannier. Tient une boutique de modiste.
  - Rémy Jaubert : directeur artistique de la grande bijouterie Rougeron, victime d'un vol de diamants.
  - Mathias Cheronnay : Détective privé.
- Résumé : Monsieur Henri devrait être un homme heureux : sa bande vient d'escamoter des bijoux pour seize millions de francs. Mais son ancien associé Schultz, sortant de prison, réclame une mystérieuse caisse. Monsieur Henri a bien donné l'ordre de l'enterrer discrètement, cette caisse qui suscite bien des convoitises ; mais c'est un de ses hommes qui se retrouve au fond du trou. Le détective Mathias Cheronnay, chargé de récupérer les bijoux, croise ainsi les policiers Lambert et Chadal, enquêtant sur une succession de morts violentes dans la pègre.
- Remarques : 
  - Un nouvel enquêteur y apparaît : le détective privé Mathias Cheronnay, mais il ne peut être considéré comme le héros et partage l'enquête avec les policiers Lambert et Chadal.
  - Le titre ne fait pas allusion aux parties de cartes, mais au fait de dénoncer (en argot "donner"), en infraction au prétendu code d'honneur du milieu.
  - Le suspense vient moins de l'enquête policière que des rivalités chez les truands autour d'une mystérieuse caisse, dont chacun est persuadé que ce sont les autres qui l'ont, et qui ne cesse de disparaître.
  - C'est sans doute pourquoi l'auteur abandonne ici le récit à la première personne : un enquêteur ne pourrait raconter ce qui se passe dans l'ombre chez ces messieurs du milieu. Georgius avait déjà été confronté à cette difficulté dans Tornade chez les flambeurs, qui contient aussi une série de règlements de comptes occultes.

### Arrêtez le massacre!
- Publication : Gallimard (Série noire no 530), 1959.
- Personnages principaux : 
  - Docteur Bernard Samuel.
  - Paul Bernin, secrétaire particulier du docteur.
  - Michelle Riccardi, enlevée par le docteur.
  - Jean Shaben, propriétaire de l'auberge Le Solitaire, et son épouse.
  - Robert, chasseur de l'auberge.
  - Pichard, chef du personnel de l'auberge.
  - Mlle Gilberte, hôtesse de l'auberge.
  - Louis, garçon boucher.
  - Ange Riccardi, homme d'affaires, père de Michelle.
  - César, "gorille" de Riccardi.
  - Blanche Verdois, dite Blanchette, patronne du bar parisien Chez Blanchette.
  - Édouard Verdois, dit Doudou, son mari.
  - M. Lejalle, producteur de cinéma, et son épouse.
- Résumé : Le docteur Samuel et son secrétaire Paul Bernin arrivent à l'auberge Le Solitaire, réputée mais très isolée dans la campagne bressane. Ils veillent sur Michelle, une prétendue nièce du docteur, en réalité une jeune fille kidnappée. Tout en travaillant à récupérer une rançon auprès du père de son otage, le docteur devine que l'auberge est le lieu d'un trafic et envisage de faire chanter le propriétaire. De son côté, le père de Michelle n'est pas non plus un enfant de chœur et n'a pas l'intention de se laisser faire. Cela fait beaucoup de conflits en perspective…
- Liens externes :
  - Fiche sur Bibliopoche.com
  - fiche sur Canalblog.com

### Flics-flacs
- Publication : Gallimard (Série noire no 569), 1960.
- Personnages principaux : 
  - Henri Marco, dit « le Chimiste » : chef de bande.
  - Scarletti : lieutenant du Chimiste.
  - Jo l'Anxieux : homme du Chimiste.
  - Angelico « le Marseillais » : homme du Chimiste.
  - Freddy « les Grandes feuilles » : homme du Chimiste.
  - Robert Barcet, dit « Bobby », dit « Bébé » : dernière recrue du Chimiste.
  - Florence Donatien, dite « Flo » : compagne de Bébé.
  - Madeleine Sordain : épouse de la première victime.
  - Louis Portier, dit « P'tit Louis » : garçon au Café du Bazar, amant de Mme Sordain.
  - Père Ernest : guichetier du PMU au Café du Bazar.
  - Samuel Brawloski, dit « Sam » : rival du Chimiste.
  - M. Raphaël dit « Ralph » : associé de Sam.
  - Claudine Harbelot : maîtresse de Ralph.
  - « Le Manchot » : homme de Ralph.
  - Juge d'instruction Rochebrune.
  - Commissaire Bertoin : policier du XIIe arrondissement.
  - Onspecteur Guillaumet: policier du XIIe arrondissement.
  - Commissaire Lambert : policier de la P.-J.
  - Brigadier-chef Chadal : policier de la P.-J.
- Résumé : Antoine Sordain, agent de police du IVe arrondissement parisien, est retrouvé dans la Seine, une balle dans la nuque, pieds et mains liés, avec une marque sur la doublure de sa veste : « 5/1 ». On soupçonne l'amant de son épouse, P'tit Louis, qui disparaît. Au même moment, la bande du Chimiste veut abandonner le pastis clandestin pour les paris sur les matchs de football. Mais Sam, rival du Chimiste, veut aussi ce marché. Une guerre des gangs s'engage, pendant que la Seine livre successivement quatre autres cadavres d'agents, dans le même état que le premier.
- Remarques :
  - On retrouve dans le roman le duo policier Lambert-Chadal qui opère dans plusieurs romans précédents de l'auteur ; mais ils sont ici en arrière-plan. Le protagoniste est en effet un jeune bandit, au casier encore vierge, surnommé Bébé.
  - Une nouvelle fois, Georgius s'intéresse à une rivalité entre bandes et la mêle à une autre affaire, apparemment sans rapport, celles des assassinats de policiers.
  - Pour raconter cette histoire de l'intérieur, l'auteur choisit comme narrateur un jeune bandit, « Bébé ». Il franchit donc le pas esquissé dans Arrêtez le massacre !, où le personnage de Paul Bernin était déjà celui d'un jeune bandit sympathique. Du coup, les enquêteurs Lambert et Chadal (lequel a bizarrement été rétrogradé au rang de brigadier-chef) sont simplement cités, et leur enquête n'est pas du tout le sujet du roman.

### Du bromure pour les gayes
- Publication : Gallimard (Série noire no 727), 1962.
- Personnages principaux : 
  - Paul Fournier : garçon de courses chez un tailleur.
  - Christiane Fournier, sa sœur : petite main dans une maison de couture.
  - Leurs père et mère.
  - Me Jacques Carnac : avocat.
  - Ginette : amie de Christiane.
  - Luigi di Bella : amant de Christiane.
  - Lucien Gerbel : témoin de la mort de Christiane.
  - Mauricette : serveuse, sa petite amie.
  - Lucciano, chef d'un groupe de maffiosi.
  - Stephano et Grégory : au service de Lucciano.
  - Panzera : hôtelier, au service de Lucciano.
  - Valentino : complice de Luigi di Bella.
  - Malou : call-girl.
  - Boëtger : ancien jockey.
- Résumé : Pour rendre service à sa sœur Christiane, Paul Fournier prête ses papiers à un Italien, Luigi, dont elle est amoureuse. Peu de temps après, Christiane est écrasée par un automobiliste, et Paul découvre qu'il s'agit de Luigi. Il trouve l'appui d'autres Italiens, des maffiosi qui ont eux aussi un compte à régler avec Luigi. Aide dangereuse qui lui vaut de se retrouver finalement à l'hôpital, blessé par la police et soupçonné de banditisme.
- Remarques :
  - Le pseudonyme de Jo Barnais est rappelé entre parenthèses, mais le personnage qui porte ce nom n'apparaît pas dans l'histoire, pas plus que le duo policier Lambert-Chadal qui opère dans plusieurs romans précédents de l'auteur. Le protagoniste est ici un jeune homme, entraîné dans des règlements de comptes au sein de la Mafia.
  - Le premier chapitre met face à face Paul Fournier et son avocat commis d'office. Celui-ci persuade Paul de mettre par écrit ce qui lui est arrivé, afin de se disculper. La suite est donc l'histoire racontée par Paul (retour en arrière). On peut trouver à cette lecture que Paul Fournier (moins de 20 ans, il est vrai) est étrangement naïf en ce qui concerne la maffia
  - Georgius développe une dernière fois son thème favori du règlement de comptes, et retrouve un sujet abordé dans Tornade chez les flambeurs : les tricheries dans les courses hippiques. Les « gayes » du titre sont en effet les chevaux (terme argotique plus souvent orthographié « gails » ou « gailles »).